# Rudolf Haidegger
Rudolf Haidegger (* 10. Juli 1923; † 22. Juni 1987) war ein österreichischer Hürdenläufer und Sprinter.
1951 gewann er bei der Internationalen Sommer-Universitätssportwoche Bronze über 400 Meter Hürden. Bei den Olympischen Spielen 1952 in Helsinki schied er über 400 Meter und 400 Meter Hürden im Vorlauf aus.
Auch bei den Leichtathletik-Europameisterschaften 1954 in Bern kam er über 400 Meter, 400 Meter Hürden und in der 4-mal-400-Meter-Staffel nicht über die erste Runde hinaus.
Dreimal wurde er Österreichischer Meister über 400 Meter Hürden (1951–1953), zweimal über 200 Meter Hürden (1953, 1954) und einmal über 400 Meter (1947).
Sein Vater Rudolf Haidegger Sr. (Januar 1896–1985) war als Mittel- und Langstreckenläufer erfolgreich. 1918 wurde er Österreichischer Meister über 1500 Meter, 1920, 1921 und 1922 über 5000 Meter und 1921 im Crosslauf.

## Persönliche Bestzeiten
- 400 m: 49,5 s, 1953
- 400 m Hürden: 53,6 s, 6. August 1952, Wien (ehemaliger nationaler Rekord)